# Clasificación de Europa para los Juegos Olímpicos de Múnich 1972
La Clasificación de Europa para los Juegos Olímpicos de Múnich 1972 fue la eliminatoria de Europa para los Juegos Olímpicos de Múnich 1972, la cual consistió de dos rondas para definir a cuatro clasificados al torneo.

## Resultados

### Playoff
| Equipo 1          | Agr. | Equipo 2     | Ida | Vuelta | 3er partido |
| ----------------- | ---- | ------------ | --- | ------ | ----------- |
| Finlandia         | w.o. | Malta        | -   | -      |             |
| Alemania Oriental | 5–0  | Italia       | 4–0 | 1–0    |             |
| Reino Unido       | 1–5  | Bulgaria     | 1–0 | 0–5    |             |
| Islandia          | 0–1  | Francia      | 0–0 | 0–1    |             |
| Luxemburgo        | 3–5  | Austria      | 1–0 | 2–3    | 0-2         |
| Polonia           | 8–0  | Grecia       | 7–0 | 1–0    |             |
| Irlanda           | 0–3  | Yugoslavia   | 0–1 | 0–2    |             |
| Rumania           | 4–2  | Albania      | 2–1 | 2–1    |             |
| Unión Soviética   | 4–0  | Países Bajos | 4–0 | 0–0    |             |
| España            | 4-0  | Turquía      | 3–0 | 1-0    |             |
| Suiza             | 2–5  | Dinamarca    | 2–1 | 0–4    |             |

### Grupo 1
| Pos. | Equipo          | Pts. | PJ | G | E | P | GF | GC | Dif. | Clasificación |     | URS | FRA | AUT |
| ---- | --------------- | ---- | -- | - | - | - | -- | -- | ---- | ------------- | --- | --- | --- | --- |
| 1    | Unión Soviética | 12   | 4  | 4 | 0 | 0 | 13 | 2  | +11  | Clasificado   |     | —   | 5–1 | 4–0 |
| 2    | Francia         | 6    | 4  | 2 | 0 | 2 | 10 | 9  | +1   |               |     | 1–3 | —   | 5–1 |
| 3    | Austria         | 0    | 4  | 0 | 0 | 4 | 1  | 13 | −12  |               | 0–1 | 0–3 | —   |     |

 Fuente: 
Criterios de clasificación: 

### Grupo 2
| Pos. | Equipo   | Pts. | PJ | G | E | P | GF | GC | Dif. | Clasificación |     | POL | BUL | SPA |
| ---- | -------- | ---- | -- | - | - | - | -- | -- | ---- | ------------- | --- | --- | --- | --- |
| 1    | Polonia  | 9    | 4  | 3 | 0 | 1 | 8  | 3  | +5   | Clasificado   |     | —   | 3–0 | 2–0 |
| 2    | Bulgaria | 7    | 4  | 2 | 1 | 1 | 14 | 10 | +4   |               |     | 3–1 | —   | 8–3 |
| 3    | España   | 1    | 4  | 0 | 1 | 3 | 6  | 15 | −9   |               | 0–2 | 3–3 | —   |     |

 Fuente: 
Criterios de clasificación: 

### Grupo 3
Finlandia abandonó el torneo.
| Equipo 1          | Agr. | Equipo 2   | Ida | Vuelta |
| ----------------- | ---- | ---------- | --- | ------ |
| Alemania Oriental | 2-0  | Yugoslavia | 2–0 | 0-0    |

### Grupo 4
| Equipo 1  | Agr. | Equipo 2 | Ida | Vuelta |
| --------- | ---- | -------- | --- | ------ |
| Dinamarca | 5–3  | Rumania  | 2–1 | 3–2    |

## Clasificados
- Alemania Federal (Anfitrión)
- Hungría (Campeón defensor)
- Unión Soviética
- Alemania Democrática
- Dinamarca
- Polonia